# Тема (музика)

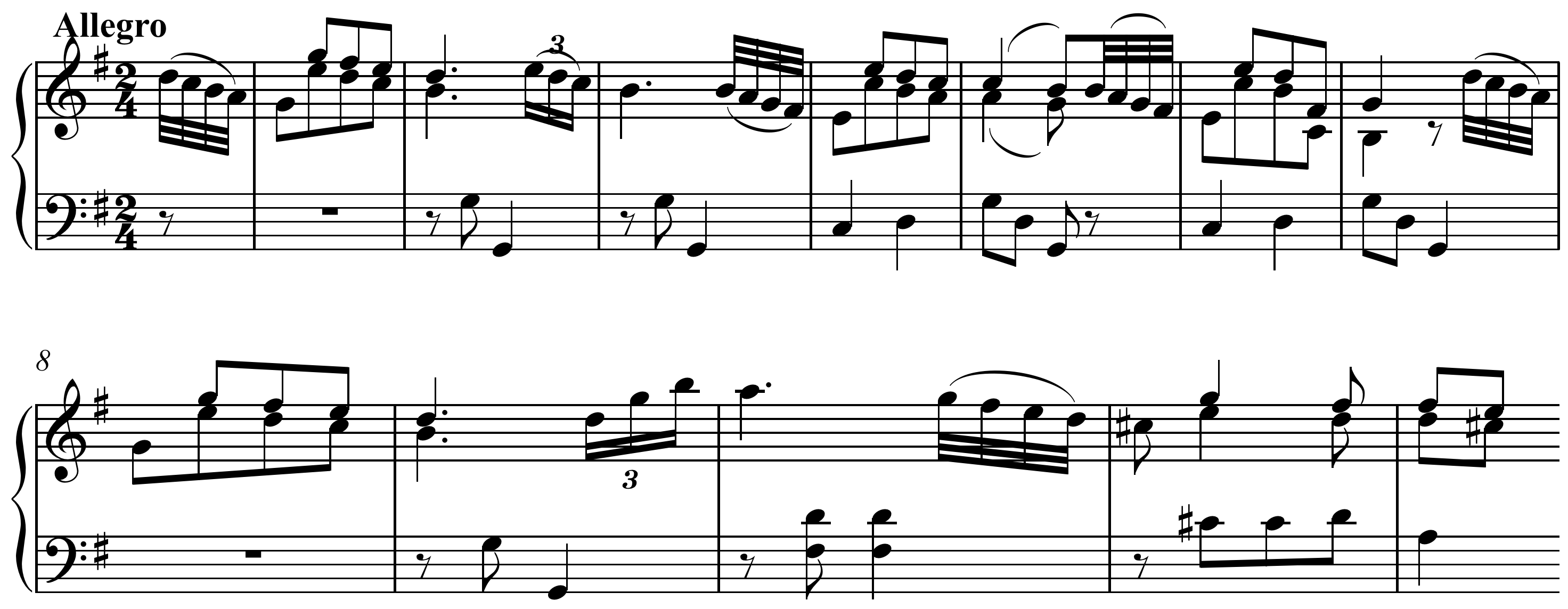
Перша тема сонати Гайдна в соль мажор, Хоб.

Тема — головний елемент конструкції музичного твору з різними функціями у різноманітних формах (фуга, варіація, сонатна форма).
Більшість фуг — монотематичні, більшість же творів у сонатній формі — багатотематичні.
Для створення теми може застосовуватися коротка мелодійна фігура (мотив), використована багаторазово.